# Рамос, Андреу
Андреу Рамос Исус (исп. Andreu Ramos Isus; 19 января 1989, Сео-де-Уржель, Испания) — испанский футболист, защитник клуба «Санта-Колома». Выступал за клубы «Эивисса-Ибиса», «Гамильтон Академикал», «Гонконг Сэплинг» и «Гуарани» (Асунсьон).

## Биография
Выступал за молодёжные команды «Сео-де-Уржель», «Дамм» и «Барселона».
Летом 2008 года мог перейти в итальянский «Удинезе», но из-за травмы переход Рамоса сорвался. В 2008 году стал игроком клуба «Эивисса-Ибиса». В марте 2009 года перешёл на правах аренды в шотландский «Гамильтон Академикал» до конца сезона. В сезоне 2011/12 играл в клубе «Гонконг Сэплинг», забив в чемпионате Гонконга 6 голов в 14 матчах. В 2012 году находился в составе парагвайского «Гуарани» из Асунсьона.
В августе 2013 года перешёл в андоррский клуб «Санта-Колома». В сезоне 2013/14 вместе с командой стал победителем чемпионата Андорры, что позволило клубу участвовать в первом квалификационном раунде Лиги чемпионов. Турнир для андоррцев начался с противостояния против армянского «Бананца». По сумме двух матчей «Санта-Колома» одержала победу (1:0 и 2:3) и впервые в своей истории прошла в следующий раунд еврокубков. Во втором раунде команда играла против «Маккаби» из Тель-Авива. Израильтяне одержали победу в двух играх (3:0). Андреу сыграл во всех 4 встречах.
Следующий сезон 2014/15 также закончился победой «Санта-Коломы» в Примера Дивизио. В Кубке Андорры команда дошла до финала, где уступила «Сан-Жулии» (1:1 основное время и 4:5 по пенальти). В июле 2015 года сыграл в двухматчевом противостоянии в первом квалификационном раунде Лиги чемпионом против гибралтарского «Линкольна». По итогам которого, андоррцы уступили (1:2). Вместе с командой Рамос завоевал Суперкубок Андорры 2015, обыграв «Сан-Жулию» в серии пенальти (1:1 основное время и 5:4 по пенальти). Андреу забил один из одиннадцатиметровых.

## Достижения
- Чемпион Андорры (3): 2013/14, 2014/15, 2016/17
- Финалист Кубка Андорры (1): 2015
- Обладатель Суперкубка Андорры (1): 2015

## Личная жизнь
Младший брат Роберт (1991) также играет за «Санта-Колому». Андреу женат и воспитывает сына. Владеет компанией по производству мяса.